# Bernardí Polentani
Bernardí Polentani fou fill de Guiu I Polentani, i senyor de Cervia a la seva mort el 1297 fins al 1313.
Guiu Menor va deixar la senyoria de Ravenna a la seva mort a dos fills: Lambert I Polentani i Bernardí Polentani. Es van repartir la senyoria i Lambert va governar a Ravenna i Bernardí ho va fer a Cervia.
El 1302 Bernardí va iniciar la guerra amb Cesena pel port de Cesenatico fins al 1305; el 1303 va participar en la guerra del Mugello contra Florència, i després a l'aliança contra Azzo VIII d'Este senyor de Ferrara (1308) i fou nomenat podestà de Ferrara càrrec que va portar només 8 dies; després va reprendre la guerra contra Cesena que va ocupar el 1209 i fou nomenat podestà.
El 1312 va arribar a Ravenna Robert d'Anjou i va participar amb son germà Lambert I en la lluita contra l'emperador Enric VII. Bernardí va morir el 22 d'abril de 1313.